# كارلوس سولانو
كارلوس سولانو (بالإسبانية: Carlos Solano)‏ (1950 في كوستاريكا - ) هو مدرب كرة قدم ولاعب كرة قدم كوستاريكي في مركز الهجوم. شارك مع منتخب كوستاريكا لكرة القدم. أما مع النوادي، فقد لعب مع ديبورتيفو سابريسا وريال إسبانيا ونادي ديبورتيفو أوليمبيا ونادي كارتاهينيس وA.D. Sagrada Familia ‏ ونادي رامونينسي وA.D. Turrialba ‏ وC.D. Suchitepéquez ‏.

## وصلات خارجية
- كارلوس سولانو على موقع الاتحاد الدولي (مؤرشف)  (الإنجليزية)